# Tadeusz Wandzel
 Tadeusz Wandzel  (ur. 29 grudnia w 1931, zm. 14 lipca 1970) – podpułkownik Ludowego Wojska Polskiego; dowódca 1 batalionu szturmowego (1968–1970).

## Przebieg służby wojskowej
Tadeusz Wandzel był z wykształcenia ślusarzem, a przed wstąpieniem do Wojska Polskiego pracował jako robotnik. W 1949 rozpoczął naukę w Oficerskiej Szkole Artylerii w Toruniu, którą ukończył w 1951, po czym został skierowany do Lublina, gdzie pełnił służbę do 1952 w 118 pułku artylerii ciężkiej. Następnie był skierowany do Ośrodka Artylerii nr 1 na stanowisko dowódcy baterii. W latach 1955–1957 odbywał służbę w 14 dywizjonie artylerii rakietowej 8 DAP, który następnie włączono do 6 DAP. W 1957 został skierowany służbowo do 19 dywizjonu artylerii rakietowej. W latach 1959–1960 pełnił służbę w Krakowie w 5 dywizjonie artylerii 6 Pomorskiej Dywizji Powietrznodesantowej. Na początku lat sześćdziesiątych ukończył przeszkolenie powietrznodesantowe z wyróżnieniem i został oficerem wojsk powietrznodesantowych. W 1961 objął w Krakowie funkcję zastępcy dowódcy ds. liniowych w 16 Batalionie Powietrznodesantowym z 6 DPD. W 1964 został skierowany do Rembertowa na studia do Akademii Sztabu Generalnego. W czerwcu 1968 będący w wieku 36 lat został mianowany na dowódcę 1 batalionu szturmowego w Dziwnowie przejmując dowodzenie od mjra Stanisława Szydłowskiego. Od 26 lipca do 22 października 1968 dowodził jednostką w ćwiczeniu „Pochmurne Lato” w Operacji Dunaj, gdzie jej zadaniem było opanowanie lotniska w Hradcu Králové; opanowanie radiostacji w pobliżu miejscowości Liběchov (położonej ponad 40 km na północ od Pragi) oraz innych zadań. Żołnierze czechosłowaccy nie stawiali oporu, akcje zakończyły się bez ofiar w ludziach. W 1969 na podstawie Zarządzenia Szefa Sztabu Generalnego nr 0164/Org. z dnia 21 grudnia 1968 roku jako dowódca przeformował 1 batalion szturmowy z etatu nr 2/285 na etat wojenno-pokojowy nr 30/111. W dowodzeniu jednostką wprowadził nowatorskie metody w szkoleniu, w tym: przegrupowanie kombinowane z eszelonu; przegrupowanie na poligon Dziwnów – Jaworze (około 130 km) w pełnym obciążeniu w czasie 2 dób; bieg na nartach zakończony strzelaniem; organizowanie zgrupowań szkoleniowych dla kadry w ramach dodatkowego  15-dniowego urlopu; organizacja bytowania 3–4 dni w rejonie poligonu z odbyciem strzelań, z rzucaniem bojowymi granatami i ostrym wysadzaniem; dodatkowe ćwiczenia taktyczne z WOP czy 2 Brygadą Rakiet Operacyjno-Taktycznych w Choszcznie. 
14 lipca 1970 podczas skoków do Bałtyku startując z lotniska Śniatowo zginął tragicznie. Okoliczności śmierci opisał historyk wojskowości Hubert Królikowski w monografii o 1 batalionie szturmowym, gdzie przedstawił wypowiedź ówczesnego dowódcy 2 kompanii specjalnej: 
 13 i 14 lipca 1970 skakaliśmy na Bałtyk z lotniska Śniatowo. Batalion został podzielony na dwie części. Ja skakałem w pierwszym dniu, w drugim skakał dowódca. Był ubrany w biały kombinezon, kamizelkę, spadochron ST-5 (sterowany). Technika skoku na wodę polega na tym, że po oddzieleniu się od samolotu i otworzeniu spadochronu sprawdzamy czaszę, linki, rozglądamy się wokoło. Odpinamy taśmę piersiową, napełniamy kamizelkę ratunkową. W tym przypadku dowódca nie musiał tego robić, gdyż miał kamizelkę ratunkową, tzn. „kapok”, następnie podciągamy taśmy udowe pod kolana i odpinamy je, tak siedząc czekamy na zetknięcie z wodą. Z chwilą zetknięcia się z wodą puszczamy spadochron. Spadochron dowódcy był sterowany. Najprawdopodobniej dowódca chciał sterować, aby to wykonać trzeba sięgnąć do kołeczków z linką sterującą zamocowanych przy taśmach nośnych. Z chwilą podniesienia rąk do kołeczków nastąpiło wyprostowanie i wypadnięcie z uprzęży.
Dowódca 1 batalionu szturmowego ppłk Tadeusz Wandzel był doświadczonym skoczkiem, wykonał 107 skoków. Sekcja zwłok wykazała, że spadł do wody z wysokości 50-60m. Na wodzie została tylko kamizelka, taśmy pękły na szwie. Poszukiwania przez płetwonurków 1 bsz nie dały rezultatu. Po kilku dniach rybacy ciągnąc trał wyłowili zwłoki. Został pochowany z honorami wojskowymi 14 sierpnia 1970 na Centralnym Cmentarzu Komunalnym w Toruniu.

## Awanse
- podporucznik – 1951[5]

(...)
- podpułkownik – 1967[14]

## Ordery, odznaczenia i wyróżnienia
- Krzyż Kawalerski Orderu Odrodzenia Polski – 1968[17][2]
- Odznaka Skoczka Spadochronowego Wojsk Powietrznodesantowych – 1961

i inne

## Upamiętnienie
W sierpniu 2012 nastąpiło symboliczne uroczyste odsłonięcie tablicy, upamiętniającej 42 rocznicę tragicznej śmierci dowódcy 1 bsz ppłka Tadeusza Wandzla, której odsłonięcia dokonali synowie zmarłego dowódcy: Zbigniew i Ryszard Wandzlowie. Obok na tablicy górnej, która została odsłonięta 23 września 2006 z inicjatywy Oddziału III Związku Polskich Spadochroniarzy, widnieją imiona i nazwiska dowódców 1 batalionu szturmowego. Celem upamiętnienia 1 batalionu szturmowego, jego żołnierzy, dowódców, w tym ppłka Tadeusza Wandzla jest organizowany „Festyn Komandosa”, który odbywa się od 2010 do chwili obecnej w Dziwnowie, jest adresowany głównie dla żołnierzy i funkcjonariuszy służb mundurowych, stowarzyszeń paramilitarnych i organizacji proobronnych oraz społeczeństwa. W ramach festynu odbywały się imprezy sportowo-wyczynowe, jest Festiwal Gwiazd Sportu, czy Festyn Rybaka Dziwnów, które są organizowane przez Gminę Dziwnów. 